# 6 septembre
Pour les articles homonymes, voir Six-Septembre.
6 août 6 octobre
Chronologies thématiques
- Croisades
- Ferroviaires
- Sports
- Disney
- Anarchisme
- Catholicisme

Abréviations / Voir aussi
- (° 1852) = né en 1852
- († 1885) = mort en 1885
- a.s. = calendrier julien
- n.s. = calendrier grégorien
- Calendrier
- Calendrier perpétuel
- Liste de calendriers
- Naissances du jour

Le 6 septembre est le 249e jour de l'année du calendrier grégorien, 250e lorsqu'elle est bissextile (il en reste ensuite 116).
C'était généralement l'équivalent du 20 fructidor du calendrier républicain français, officiellement dénommé jour de la hotte.

## Événements

### IVesiècle
- 394 : victoire de Théodose Ier à la bataille de la rivière froide.

### XIesiècle
- 1032 : début de la succession de Bourgogne.

### XVIesiècle
- 1519 : acte de naissance du château de Chambord, lorsque le roi de France François Ier donne commission à François de Pontbriand d'ordonner toutes les dépenses qu'il y aurait à faire pour la construction du plus vaste des châteaux de la Loire.
- 1522 : arrivée à Séville du Victoria, bateau dirigé par Juan Sebastián Elcano, qui marque l'achèvement de la première circumnavigation du globe de Fernand de Magellan., de 1519 à 1522.

### XVIIesiècle
- 1634 : victoire espagnole décisive, à la première bataille de Nördlingen, pendant la guerre de Trente Ans.
- 1689 : traité de Nertchinsk, fixant les frontières sino-russes.

### XVIIIesiècle
- 1781 : victoire britannique, à la bataille de Groton Heights, pendant la guerre d'indépendance des États-Unis.

### XIXesiècle
- 1813 : bataille de Dennewitz (campagne d'Allemagne), victoire des coalisés sur les troupes napoléoniennes.
- 1815 : Simón Bolívar écrit sa Lettre de Jamaïque.

### XXesiècle
- 1901 : assassinat de William McKinley, président des États-Unis.
- 1914 : début de la première bataille de la Marne (Première Guerre mondiale), qui se solde par une victoire franco-britannique sur les Allemands.
- 1930 : coup d'État en Argentine, instauration du régime civico-militaire dit Décennie infâme.
- 1940 : Ion Antonescu devient chef de l'État roumain, allié des forces de l'Axe hitléro-mussoliniennes.
- 1956 : résolution n°117, du Conseil de sécurité des Nations unies, instaurant la Cour internationale de justice.
- 1960 : parution du Manifeste des 121, sous-titré « Déclaration sur le droit à l’insoumission dans la guerre d’Algérie », dans le magazine Vérité-Liberté.
- 1968 : indépendance du Swaziland.
- 1991 : l'Union soviétique reconnaît l'indépendance des Pays baltes (Estonie, Lettonie et Lituanie).
- 1994 : Owen Arthur devient Premier ministre de La Barbade.
- 1998 : Edward Fenech Adami devient Premier ministre de Malte.

### XXIesiècle
- 2018 : en Inde, la Cour suprême juge illégal l’article 377 du code pénal, dépénalisant ainsi l'homosexualité.
- 2019 : 
  - le premier gouvernement du Soudan après la destitution d'Omar el-Bechir est formé, dirigé par Abdallah Hamdok.
  - Au Venezuela, les partis politiques acceptent que le poste de président de l'Assemblée nationale fasse l'objet d'une rotation annuelle.
- 2021 : en Afghanistan, les talibans s'emparent de Bazarak, capitale de la province du Panchir, après des combats contre le Front national de résistance[1].
- 2022 :
  - Liz Truss devient Première ministre du Royaume-Uni après avoir été élue cheffe du Parti conservateur en succédant à Boris Johnson.
  - Incendie à Thuận An, au Viêt Nam.

## Arts, culture et religion
- 1985 : découverte en Corse du trésor de Lava (monnaies romaines).
- 1997 : 
  - Début de la diffusion de la série d'animation française Les Zinzins de l'espace sur France 3 dans Les Minikeums.
  - un concert géant est orchestré pour les 850 ans de la ville de Moscou sur la colline des moineaux par Jean-Michel Jarre (Oxygène revisité)[2].
- 1999 : Début de la diffusion de la série d'animation française Oggy et les Cafards sur France 3 dans Les Minikeums.

## Sciences et techniques
- 1925 : inauguration de la tour Perret de Grenoble, première tour en béton armé construite en Europe.
- 1952 : au Salon aéronautique de Farnborough (Angleterre), le premier prototype du De Havilland Sea Vixen se désintégre en vol lors d'une démonstration, tuant ses deux membres d'équipage ainsi que 27 spectateurs, et blessant 63 autres personnes.
- 2019 : en Inde, les autorités spatiales perdent le contact avec la fusée « Vikram » qui devait se poser sur la Lune.

## Économie et société
- 2017 : l'ouragan Irma frappe les Antilles.
- 2019 : attaque par déni de service sur les serveurs de Wikipédia aux Pays-Bas.

## Naissances

### XVIIesiècle
- 1649 : Louise Renée de Penancoët de Keroual, duchesse de Portsmouth et d'Aubigny, maîtresse du roi d'Angleterre Charles II et aussi agent secret du roi de France, Louis XIV († 14 novembre 1734).
- 1656 : l'abbé Guillaume Dubois, prélat et homme politique français, ministre d'État du Régent Philippe d'Orléans († 10 août 1723).

### XVIIIesiècle
- 1729 : Moses Mendelssohn, philosophe juif allemand, grand-père du compositeur Félix Mendelssohn († 4 janvier 1786).
- 1757 : Gilbert du Motier de La Fayette, militaire français († 20 mai 1834).
- 1761 : Marie-Gabrielle Capet, femme peintre française de l’école néo-classique († 1er novembre 1818).
- 1766 : John Dalton, chimiste et physicien britannique († 27 juillet 1844).
- 1781 : Anton Diabelli, pianiste et compositeur autrichien († 7 avril 1858).
- 1787 :
  - Salvatore Viale, poète français († 23 novembre 1861).
  - Émilie de Rodat, religieuse française († 19 septembre 1852).
- 1792 : Victor Leclerc de Buffon, fils naturel de Louis Philippe d'Orléans (1747-1793), duc d'Orléans († 20 avril 1812).

### XIXesiècle
- 1802 : Alcide Dessalines d'Orbigny, naturaliste, explorateur et paléontologue français († 30 juin 1857).
- 1804 : Marie-Frédérique de Hesse-Cassel, duchesse consort de Saxe-Meiningen († 1er janvier 1888).
- 1808 : Abdelkader ibn Muhieddine, émir, chef religieux et militaire algérien († 26 mai 1883).
- 1814 : George-Étienne Cartier, homme d'État canadien († 20 mai 1873).
- 1816 : Henri Jules Bataille, militaire français († 10 janvier 1882).
- 1817 : Alexander Tilloch Galt, homme politique canadien, un des pères de la Confédération canadienne († 19 septembre 1893).
- 1850 : Léon Adolphe Amette, prélat français († 29 août 1920).
- 1854 : Marie-Georges Picquart, officier et homme politique français († 19 janvier 1914).
- 1860 : 
  - Charlus, chanteur et fantaisiste français († 21 février 1951).
  - George Irby, scientifique et un homme politique britannique († 16 septembre 1941).
- 1864 : Henri Sée, historien français, un des fondateurs de la Ligue des droits de l'homme, codirigeant du parti radical-socialiste († 11 mars 1936).
- 1866 : José Davert, acteur français († 2 avril 1943).
- 1867 : Louis Louis-Dreyfus, homme politique français († 10 novembre 1940).
- 1880 : Jules Durand, syndicaliste libertaire français († 20 février 1926).
- 1885 : Dimítrios Loúndras, plongeur grec, plus jeune médaillé olympique († 15 février 1970).
- 1888 : Joseph Patrick Kennedy, homme politique et diplomate américain († 18 novembre 1969).
- 1896 : Mario Praz, écrivain italien († 23 mars 1982).
- 1899 : William « Billy » Rose, parolier américain († 10 février 1966).
- 1900 :
  - William Andrew Cecil Bennett, homme politique canadien († 23 février 1979).
  - Julien Green, écrivain français († 13 août 1998).

### XXesiècle
- 1902 : Sylvanus Olympio, chef d'État togolais († 13 janvier 1963).
- 1909 : 
  - Michael Gordon, réalisateur américain († 29 avril 1993).
  - Michael Galitzen, plongeur américain, champion olympique († 9 juin 1959).
- 1913 :
  - Julie Gibson, actrice américaine († 2 octobre 2019).
  - Leônidas da Silva, footballeur brésilien († 24 janvier 2004).
- 1917 : John Berry, réalisateur américain († 29 novembre 1999).
- 1921 : Carmen Laforet, écrivaine espagnole († 28 février 2004).
- 1925 :
  - Andrea Camilleri, écrivain italien († 17 juillet 2019).
  - Chedli Klibi, homme politique tunisien († 13 mai 2020).
  - Jimmy Reed (Mathis James Reed dit), chanteur américain († 29 août 1976).
- 1926 : 
  - Jacques Kalisz, architecte français († 5 mars 2002).
  - Vera Poutina (ვერა ნიკოლაევნა პუტინა), femme soviético-géorgienne s'autoproclamant mère biologique de Vladimir Poutine († mai 2023).
- 1928 :
  - Paul Chemetov, architecte et urbaniste français.
  - Fumihiko Maki (槇 文彦), architecte japonais, prix Pritzker en 1993.
  - Ievgueni Svetlanov (Евгений Фёдорович Светланов), musicien et chef d'orchestre russe († 3 mai 2002).
- 1930 :
  - Salvatore De Giorgi, prélat italien.
  - Normand L'Amour, chanteur canadien († 3 novembre 2015).
- 1932 :
  - Frank Stronach, homme d'affaires austro-canadien.
  - Gilles Tremblay, musicien canadien († 27 juillet 2017).
- 1934 : Michel Vermeulin, coureur cycliste français.
- 1935 : Jacques Desallangre, homme politique français († 17 janvier 2020).
- 1937 : Psarantonis (Antonis Xylouris dit), auteur, compositeur, interprète chanteur et "lyriste" d'une famille de musiciens grecs crétois.
- 1939 :
  - John Herald (en), parolier ou compositeur américain de musique folk et bluegrass, issu du trio "Greenbriar Boys" († 18 juillet 2005).
  - Vincent La Soudière, poète français († 6 mai 1993).
- 1943 : 
  - Suad Joseph, anthropologue libano-américaine.
  - Roger Waters, chanteur britannique du groupe Pink Floyd.
- 1944 :
  - Christian Boltanski, artiste plasticien français († 14 juillet 2021).
  - Donna J. Haraway, pionnière du cyberféminisme américaine.
  - Jean-Paul Jaeger, prélat français.
  - Jacques Trémolet de Villers (Jacques Trémolet dit), avocat et écrivain français.
- 1945 : Go Nagai (Kiyoshi Nagai / 永井 潔 dit), dessinateur japonais.
- 1946 : Bryan D. O'Connor, astronaute américain.
- 1947 : Sylvester (Sylvester James dit), chanteur et compositeur de disco américain († 16 décembre 1988).
- 1948 : 
  - Claydes Charles Smith (en), musicien américain du groupe Kool & The Gang († 20 juin 2006).
  - Csaba Hegedűs, lutteur hongrois, champion olympique.
- 1949 : Jean-Paul Betbèze, économiste et universitaire français.
- 1952 : Edward Etzel, tireur sportif américain, champion olympique.
- 1954 : Ève Luquet, dessinatrice et graveuse française de timbres-poste.
- 1955 : Carl Erwin Walz, astronaute américain.
- 1957 :
  - Michaëlle Jean, journaliste et femme politique canadienne, gouverneur général du Canada de 2005 à 2010 et secrétaire générale de la Francophonie à partir de 2015.
  - José Sócrates, ingénieur et homme politique portugais, Premier ministre du Portugal de 2005 à 2011.
- 1958 : Michael Winslow, acteur et humoriste américain.
- 1959 : Rosette (Françoise Quéré dite), actrice française.
- 1960 : 
  - Jean-Pierre Orts, footballeur puis entraîneur français.
  - Roland C. Wagner, romancier français († 5 août 2012).
  - Patrick Groc, escrimeur français, médaillé olympique.
- 1961 :
  - Scott Travis, musicien américain, batteur du groupe Judas Priest.
  - Pål Waaktaar-Savoy, musicien norvégien du groupe a-ha.
- 1963 :
  - Hervé Mestron, écrivain français.
  - Alice Sebold, romancière américaine.
  - Geert Wilders, homme politique néerlandais.
- 1964 : Rosie Perez (Rosa Maria Perez dite), actrice et réalisatrice américaine.
- 1965 : Herbert Grommes, homme politique belge.
- 1966 : Joachim Coens, homme politique belge.
- 1967 : Emmanuel Charest, acteur canadien.
- 1969 : CeCe Peniston (Cecilia Veronica Peniston dite), chanteuse américaine.
- 1970 :
  - Dean Fertita, musicien américain, guitariste des groupes Queens of the Stone Age et The Dead Weather.
  - Stéphane Guivarc'h, footballeur français.
- 1971 : Dolores O'Riordan, chanteuse irlandaise du groupe pop The Cranberries († 15 janvier 2018).
- 1972 :
  - Idris Elba, acteur britannique.
  - Eugene Hutz ou Євген Гудзь (Evgeny Alexandrovitch Nikolaev-Simonov ou Евгений Александрович Николаев-Симонов, dit), chanteur ukrainien de Gogol Bordello.
- 1973 :
  - Frédéric Gorny, acteur français.
  - Gregory Rusedski, joueur de tennis canado-britannique.
  - Silvana Tenreyro, économiste anglo-italo-argentine.
  - Nikola Grbić, joueur de volley-ball serbe, champion olympique.
- 1974 :
  - Dorine Bourneton, aviatrice française.
  - Chad L. Coleman, acteur américain.
  - Sarah Danielle Madison, actrice américaine.
  - Justin Whalin, acteur américain.
- 1975 : 
  - Gala (Gala Rizzatto dite), chanteuse italienne.
  - Ryōko Tani, judoka et femme politique japonaise, double championne olympique.
- 1976 : 
  - Rodrigo Amarante, musicien brésilien.
  - Naomie Harris, actrice britannique.
- 1978 : 
  - Foxy Brown (Inga DeCarlo Fung Marchand dite), rappeuse américaine.
  - Peter van Huffel, musicien canadien.
- 1982 : Juan Kalife « JK » Edwards, basketteur américain.
- 1983 : Pippa Middleton, unique sœur de Catherine Middleton, duchesse de Cambridge.
- 1984 : Luc Abalo, handballeur français.
- 1985 : Paulo Domingos Manquele, artiste, styliste et créateur de bijoux germano-angolais.
- 1986 : Brahim Zaibat, danseur français.
- 1989 : Abiyev Marat Zhaksylykovich, homme d'affaires kazakh.
- 1990 : John Wall, basketteur américain.
- 1996 : Lana Rhoades, actrice pornographique américaine.
- 1999 : Mohamed Ali Ben Romdhane, footballeur tunisien.

### XXIesiècle
- 2006 : Hisahito (秋篠宮 悠仁 親王 殿下), prince impérial japonais.

## Décès

### Xesiècle
- 952 : Suzaku (朱雀天皇), empereur du Japon de 930 à 946 (° 7 septembre 923).

### XIesiècle
- 1032 : Rodolphe III, roi de Bourgogne de 993 à 1032 (° 970).

### XVIIesiècle
- 1635 : Metius (Adriaan Adriaanszoon dit), géomètre et astronome flamand (° 9 décembre 1571).
- 1652 : Jean de Werth, mercenaire germanique (° 11 septembre 1595).
- 1683 : Jean-Baptiste Colbert, homme politique français, contrôleur général des finances, secrétaire d'État de la Maison du roi et de la Marine (° 29 août 1619).
- 1699 : Shikano Buzaemon (鹿野 武左衛門), maître japonais de rakugo (° 1649).

### XVIIIesiècle
- 1771 : Matthias Klostermayr, bandit allemand (° 3 septembre 1736).
- 1783 : Carlo Antonio Bertinazzi, acteur et dramaturge italien (° 2 décembre 1710).

### XIXesiècle
- 1886 : Simon d'Entremont, homme politique canadien (° 28 octobre 1788).

### XXesiècle
- 1907 : Sully Prudhomme, poète français, premier prix Nobel de littérature en 1901 (° 16 mars 1839).
- 1915 : Albert Féquant, aviateur français (° 2 janvier 1886).
- 1918 : Elizabeth Yates, femme politique néo-zélandaise (° dans les années 1840).
- 1921 : Henry Woodward, géologue et paléontologue britannique (° 24 novembre 1832).
- 1952 : 
  - Gertrude Lawrence, actrice britannique (° 4 juillet 1898).
  - Suzanne Savale, résistante française (° 7 octobre 1904).
- 1958 : Jacques Varennes, acteur français (° 8 novembre 1894).
- 1959 : Kay Kendall, actrice britannique (° 21 mai 1926).
- 1966 : 
  - Elmer Harris, scénariste américain (° 11 janvier 1878).
  - Hendrik Verwoerd, homme politique, universitaire et éditorialiste sud-africain, Premier ministre d'Afrique du Sud de 1958 à 1966 (° 8 septembre 1901).
- 1978 : 
  - Maria Carita[3], coiffeuse puis cosméticienne française d'origine espagnole (° 1913)[4],
    - avec sa sœur cadette Rosy (1914 - 20 juin 1983) et leur neveu Christophe (1946-1991).

  - Max Decugis, champion de tennis français (° 24 septembre 1882).
- 1983 : Constantin Listov, compositeur soviétique (° 19 décembre 1900).
- 1984 : Ernest Tubb, chanteur américain (° 9 février 1914).
- 1985 : Johnny Desmond (en), chanteur américain (° 14 novembre 1919).
- 1990 : Tom Fogerty (Thomas Richard Fogerty dit), musicien américain, guitariste du groupe Creedence Clearwater Revival (° 9 novembre 1941).
- 1992 : Henry Ephron, réalisateur et scénariste américain (° 26 mai 1911).
- 1997 :
  - H. W. L. Poonja, gourou indien (° 13 octobre 1910).
  - Philippe Rossillon, diplomate français (° 10 août 1931).
- 1998 :
  - Mohamed Ayachi, footballeur tunisien (° 31 mars 1934).
  - Ernst-Hugo Järegård, acteur suédois (° 12 décembre 1928).
  - Akira Kurosawa (黒澤 明), réalisateur japonais (° 23 mars 1910).
- 1999 : René Lecavalier, journaliste canadien (° 5 juillet 1918).

### XXIesiècle
- 2001 : Jacques Deschamps, comédien et doubleur vocal français (° 14 août 1931).
- 2003 : Maurice Michael Otunga, prélat kényan (° 31 janvier 1923).
- 2004 : Antonio Corpora, peintre expressionniste italien (° 15 août 1909).
- 2006 :
  - John Drummond, homme d'affaires britannique (° 25 novembre 1934).
  - Agha Shahi (آغا شا ﮨی), diplomate et homme politique pakistanais, ministre des Affaires étrangères et ambassadeur aux Nations unies (° 25 août 1920).
- 2007 :
  - Martin Čech, hockeyeur sur glace tchèque (° 2 juin 1976).
  - Malang Dabo, judoka sénégalais (° 1960).
  - Guy Erismann, musicologue, écrivain et historien français (° 24 mars 1923).
  - John Gregory Hawkes, botaniste britannique (° 27 juin 1915).
  - John Kelly, homme politique irlandais (° 5 avril 1936).
  - Madeleine L'Engle, écrivaine américaine (° 29 novembre 1918).
  - Luciano Pavarotti, artiste lyrique italien (° 12 octobre 1935).
  - Percy Rodriguez, acteur canadien (° 13 juin 1918).
  - Byron Stevenson, footballeur gallois (° 7 septembre 1956).
- 2008 :
  - Antonio Innocenti, prélat italien (° 23 août 1915).
  - Anita Page, actrice américaine (° 4 août 1910).
- 2009 : Sim (Simon Berryer dit), humoriste et comédien français (21 juillet 1926).
- 2011 :
  - Hans Apel, homme politique allemand (° 25 février 1932).
  - Félix de Habsbourg-Lorraine, archiduc d'Autriche (° 31 mai 1916).
  - Michael Hart, créateur américain, animateur du Projet Gutenberg (° 8 mars 1947).
  - Jean-Claude Mermoud, homme politique suisse (° 8 août 1952).
  - Raphaël Marie Ze, prélat camerounais (° 4 novembre 1935).
- 2012 :
  - Jake Eberts, producteur de cinéma canadien (° 10 juillet 1941).
  - Oscar Rossi, footballeur argentin (° 27 juillet 1930).
  - Horacio Vázquez-Rial, écrivain, journaliste et historien hispano-argentin (° 20 mars 1947).
- 2013 :
  - Ann C. Crispin, romancière américaine (° 5 avril 1950).
  - Miriam Fletcher, journaliste, éditorialiste et productrice de radio vénézuélienne (° 9 novembre 1934).
  - Barbara Hicks, actrice britannique (° 12 août 1924).
  - Bill Wallis, acteur et humoriste britannique (° 20 novembre 1936).
- 2014 :
  - Stefan Gierasch, acteur américain (° 5 février 1926).
  - Édith Girard, architecte française (° 5 mars 1949).
  - Kira Zvorykina, joueuse d'échecs soviétique puis russe (° 29 septembre 1919).
- 2015 :
  - Bastien Damiens, kayakiste français (° 18 janvier 1995).
  - Martin Milner, acteur américain (° 28 décembre 1931).
  - Peter Brett Walker, militaire britannique (° 29 septembre 1949).
- 2016 :
  - Zvonko Ivezić, footballeur yougoslave puis serbe (° 17 février 1949).
  - Andrzej Szymczak, handballeur polonais (° 8 septembre 1948).
- 2017 : 
  - Kate Millett, écrivaine féministe, peintre, sculptrice, réalisatrice et photographe américaine (° 14 septembre 1934).
  - Noël Picard, hockeyeur professionnel canadien (° 25 décembre 1938).
- 2018 : Burt Reynolds, acteur, producteur et cascadeur américain (° 11 février 1936).
- 2019 :
  - Chng Seok Tin, artiste graveuse singapourienne (° 6 octobre 1946).
  - Robert Mugabe, homme d’État zimbabwéen, président du Zimbabwe de 1987 à 2017 (° 21 février 1924).
- 2020 : Christiane Eda-Pierre, chanteuse lyrique soprano française antillaise (° 24 mars 1932).
- 2021 : 
  - Jean-Pierre Adams, footballeur international français (° 10 mars 1948).
  - Claude Azéma, évêque auxiliaire émérite de Montpellier (° 5 juillet 1943).
  - Jean-Paul Belmondo, acteur français (° 9 avril 1933).
  - Nino Castelnuovo, acteur italien (° 28 octobre 1936).
  - Thierry Choffat, politologue français (° 19 mai 1968).
  - Enrique González Pedrero, politicien mexicain (° 7 avril 1930).
  - Pedrés, matador espagnol (° 11 février 1932).
  - Hadj Smaine, acteur et metteur en scène algérien (° 29 octobre 1932).
  - Adlai Stevenson III, militaire et homme politique américain (° 10 octobre 1930).
  - Michael K. Williams, acteur américain (° 22 novembre 1966).
- 2022 :
  - François-Bernard Huyghe.
  - Just Jaeckin, cinéaste, photographe, peintre et sculpteur français (° 8 août 1940).
  - Jeff Robson.
  - Sydney Shoemaker.

## Célébrations
- Bulgarie : Ден на Съединението, den na saedinenieto ou « fête de l'unification »[5] commémorant l'unification de la Roumélie orientale avec la principauté de Bulgarie en 1885 (voir aussi 22 septembre).
- Canada et États-Unis : Stillbirth Remembrance Day (en) ou « journée du souvenir des enfants mort-nés » en souvenir de Breanna Lynn Bartlett-Stewart.
- Pakistan : jour des forces armées[6] depuis 1965.
- Eswatini : fête nationale de l'indépendance vis-à-vis du Royaume-Uni en 1968.
- Christianisme : miracle de l'archange Michel à Colosses.

### Saints des Églises chrétiennes

#### Saint catholiques et orthodoxes
Saints du jour, :
- Augustin, Sanctien et Beata († v. 273), martyrs en Gaule.
- Bègue d'Egremont (VIIe siècle), religieuse ermite en Grande-Bretagne.
- Bertrand de Garrigues († 1230), bienheureux compagnon de saint Dominique.
- Chagnoald de Laon († 635) - ou « Agnoald » et vulgairement « Chagnon » -, évêque de Laon.
- Donatien de Carthage († 484), martyr.
- Éleuthère de Spolète († 590), abbé à Rome[9].
- Eudoxe de Mélitène († 308), martyr avec ses compagnons.
- Ève de Dreux (IIIe siècle), martyre.
- Félix et Augebert († ?), martyrs près de Langres.
- Imbert (VIIe siècle), abbé.
- Magne (VIIe siècle), abbé en Bavière.
- Onésiphore (Ier siècle), martyr.
- Romulus de Mélitène / Malatya († vers 100), martyr.
- Zacharie (Ve siècle av. J.-C.), prophète, commémoré le 8 février en Orient.

#### Saints et bienheureux catholiques
Saints du jour :
- Didace Llorca Llopis († 1936), bienheureux prêtre franciscain, martyr de la guerre civile espagnole.
- Libérat de Lauro (XIIIe siècle), prêtre franciscain en Italie.
- Michel Czartoryski († 1944), bienheureux dominicain polonais, mort martyr à Varsovie[10].
- Pascal Torres Lloret († 1936), bienheureux laïc, martyr de la guerre civile espagnole.
- Olinto Marella († 1969), bienheureux prêtre italien.

#### Saints orthodoxes
- Maxime Sandovitch († 1914), prêtre et martyr ukrainien.

## Traditions et superstitions

### Dicton du jour
- « À la saint-Onésiphore, la sève s'endort. »[11]

### Astrologie
- Signe du zodiaque : quinzième jour du signe astrologique de la Vierge.

## Toponymie
- Plusieurs voies, places, sites ou édifices de pays ou provinces francophones contiennent la date du jour dans leur nom sous diverses graphies possibles : voir Six-Septembre.